# Olen Steinhauer
Olen Steinhauer (Baltimore, Maryland, 1970. június 21. –) amerikai író.
Virginiában nőtt fel. Diplomáját Bostonban szerezte az Emerson Főiskolán. 2009-ben jelent meg A turista című könyve. George Clooney pozitívan értékelte a könyvet.

## Magyarul
- A turista; ford. Nagy Gergely; Athenaeum, Bp., 2010
- A legközelebbi vészkijárat; ford. Nagy Gergely; Athenaeum, Bp., 2011